# 予防医療普及協会
一般社団法人予防医療普及協会（よぼういりょうふきゅうきょうかい）は糖尿病やガンの予防医療を推進する一般社団法人。

## 概要
- 所在：〒102-0094 東京都千代田区紀尾井町3-33プリンス通りビル2階
- 設立：2016年9月

## 役員一覧
- 代表理事：提橋由幾 (データインデックス株式会社 代表取締役社長CEO)
- 理事：荒木英士 (GREE取締役 上級執行役員)
- 理事：金子和真 (内科医)
- 理事：中村洋基 (広告クリエイター)

- 理事：堀江貴文 (実業家)
- 理事：三輪綾子 (産婦人科医)
- 理事：森田正康 (株式会社ヒトメディア取締役)
- 理事：山本隆太郎 (株式会社クオリーズ代表取締役)
- 顧問：池澤和人 (筑波記念病院副院長)
- 顧問：石川徹 (歯科医)
- 顧問：石川秀樹 (京都府立医科大学創薬センター特任教授)
- 顧問：五十部紀英 (弁護士)
- 顧問：稲葉可奈子 (産婦人科医)
- 顧問：上村直実 (東京医科大学病院兼任教授)
- 顧問：加藤容崇 (慶應義塾大学医学部特任助教)
- 顧問：忽那賢志 (大阪大学大学院教授)
- 顧問：駒崎弘樹 (NPO法人フローレンス代表理事)
- 顧問：坂根みち子 (坂根Mクリニック院長)
- 顧問：坂本史衣 (聖路加国際病院 QIセンター感染管理室マネジャー)
- 顧問：鈴木英雄 (筑波大学准教授)
- 顧問：田中弘教  (医師)
- 顧問：徳田安春 (群星沖縄臨床研修センター センター長)
- 顧問：徳永健吾 (杏林大学准教授)
- 顧問：原聖吾 (株式会社MICIN代表取締役)
- 顧問：堀江重郎 (順天堂大学大学院教授)
- 顧問：松丸祐司 (筑波大学脳神経外科教授)
- 顧問：間部克裕 (日本ヘリコバクター学会幹事)
- 顧問：武藤倫弘 (京都府立医科大学教授)
- 事務局：塩見耕平 (理学療法士)